# Чирук Андрій Юрійович
Андрі́й Ю́рійович Чиру́к (нар. 8 січня 2001, Рівне, Україна) — український футболіст, центральний нападник. Виступав за юнацькі збірні України U-17 та U-18.

## Клубна кар'єра
Народився в Рівному. Футболом розпочав займатися у «Вересі», у складі якого виступав в юнацькому чемпіонаті Рівненської області. Перший тренер — В'ячеслав Шекель. У ДЮФЛУ з 2014 по 2019 рік виступав за «Металіст», «Динамо» та «Шахтар», відзначився 19-ма голами в 52-х матчах. У сезоні 2018/19 років виступав за юнацьку команду, а наступного сезону дебютував у молодіжній команді «гірників». Свій єдиний матч за «Шахтар» у Юнацькій лізі УЄФА провів 11 грудня 2019 року, в 6-му туру групового етапу проти «Аталанти». Андрій вийшов на поле на 46-й хвилині замість Костянтина Гурова. Проте заграти в першій команді «Шахтаря» так і не зміг.
20 серпня 2022 року підписав контракт з «Металістом 1925». У футболці харківського клубу дебютував 3 вересня 2022 року в переможному (3:2) домашньому поєдинку 3-го туру Прем'єр-ліги України проти полтавської «Ворскли». Андрій вийшов на поле на 71-й хвилині замість Дмитра Кравченка. Першим голом у професіональному футболі відзначився 21 травня 2023 року на 68-й хвилині переможного (2:0) домашньому поєдинку 27-го туру Прем'єр-ліги України проти харківського «Металіста». Чирук вийшов на поле в стартовому складі та відіграв увесь матч.

## Кар'єра в збірній
Виступав за юнацькі збірні України U-17 та U-18.